# Албания под българска власт
Териториите на днешна Албания са под българска власт през част от съществуването на Първата и Втората българска държава. От присъединяването от кан Пресиян през 840 г. на цялата територия на Македония и почти цялата територия на Албания (около 896 г. българският владетел Симеон Велики превзема повече от 30 византийски крепости около Дирахиум, единственият голям град останал във византийски ръце, но не може да превземе самия град) е присъединена към тази на българската държава.  На територията на днешна южна Албания и северен Епир се намира средновековната Кутмичевица. Предходно прабългарите на Кубер се заселват и по днешните албански земи.
Албанските земи, за разлика от Влашко и Молдова, споделят изцяло политически историческата съдба на останалите български земи и по времето на византийската и османската власт на Балканите. Други важни исторически събития разиграли се в т.нар. албански земи са опита за превземането на Дуръс, при който загива българският цар Иван Владислав, както и отбраната на Томор. На територията на албанските земи са ключови български крепости и културни средища, като Девол, Берат (Белград) и Главеница.
През 1040 г. едновременно с т.нар. въстание на Петър Делян избухва такова в района на Дуръс, под водачеството на Тихомир. Търновският надпис на цар Иван Асен II известява, че земята до Дуръс е отново под българска власт. 
Цар Стефан Душан поверява Валонското княжество на своя шурей – Иван Комнин.
По османско време, албанските земи са административно под властта на румелийския бейлербей резидиращ в София.